# Fauna de Portugal

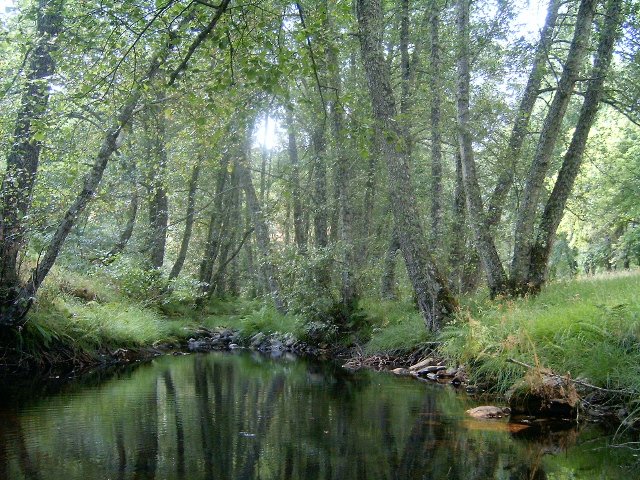
Parque natural de Montesinho, en el nordeste portugués.

La fauna de Portugal presenta una amplia diversidad que se debe en gran parte a la posición geográfica de la península ibérica, entre el Atlántico y el Mediterráneo y entre África y Eurasia, y la gran diversidad de hábitats y biotopos, consecuencia de una variedad considerable de climas y regiones bien diferenciadas.  

## Península ibérica

### Mamíferos
La fauna de mamíferos es muy variada e incluye el zorro, el tejón, el lince ibérico, el lobo ibérico, la cabra montés, el gato montés, la liebre, la comadreja, el jineta entre otros. Portugal es un lugar de parada importante para las migraciones de aves que se desplazan entre Europa y África, especialmente en lugares como el cabo de San Vicente o la sierra de Monchique. El país tiene cerca de 500 subespecies de roedores, de las cuales 235 son urbanos, y casi todos los años hay registros nuevos.

### Peces
Portugal tiene un gran número de especies de peces de agua dulce que van desde el Siluro del Danubio en el parque natural del Tajo Internacional, hasta las pequeñas especies endémicas que solo viven en pequeños lagos. Algunas de estas especies raras están gravemente amenazadas debido a la destrucción de su hábitat, la contaminación y las sequías. Las aguas marinas portuguesas son de las más ricas en biodiversidad del mundo, pues sus especies marinas rondan el millar e incluyen la sardina, el atún y la caballa del Atlántico.
En Portugal puede apreciarse el fenómeno de la surgencia, especialmente en la costa oeste, lo que hace que el mar sea extremadamente rico en nutrientes y biodiversidad.

## Áreas protegidas
Las áreas protegidas de Portugal incluyen un parque nacional, trece parques naturales, nueve reservas naturales, cinco monumentos naturales y seis paisajes protegidos. En 2005, el área de paisaje protegido del Litoral de Esposende fue clasificado como parque natural para la «conservación del cordón litoral y de sus elementos naturales físicos, estéticos y paisajísticos.»

## Madeira

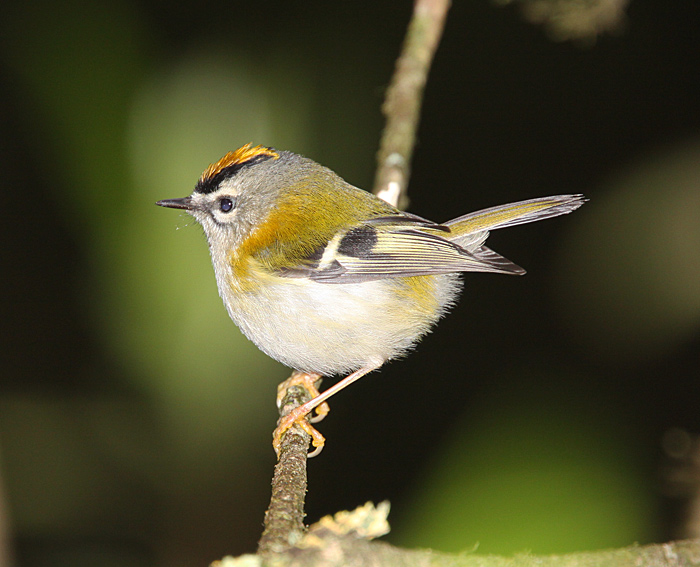
Reyezuelo de Madeira (Regulus madeirensis)

Madeira cuenta con muchas especies endémicas de animales, principalmente invertebrados como Pieris brassicae wollastoni y también algunos vertebrados como un murciélago, algunos lagartos y aves. La mayor tarántula de Europa, tan grande como una mano humana, se encuentra en la isla Desertas. En estas islas viven más de 250 especies de moluscos, algunos de muy raras conchas y colores, y la mayoría de ellas son endémicas y vulnerables.
Madeira tiene tres especies endémicas de aves: un petrel (Pterodroma madeira), una paloma (Columba trocaz), y un reyezuelo (Regulus madeirensis), además de una subespecie de pinzón (Fringilla coelebs maderensis). También es un lugar importante para la cría de aves marinas como la pardela cenicienta (Calonectris diomedea), el paíño de Madeira (Oceanodroma castro) o la pardela de Barolo (Puffinus baroli).

## Azores
Hay 47 especies exóticas inventariadas en el archipiélago, cinco de las cuales catalogadas como invasoras, destacando el escarabajo japonés (Popillia japonica). En el conjunto del archipiélago están protegidas 115 especies y 215 especies amenazadas.